# پشتیبانی فنی

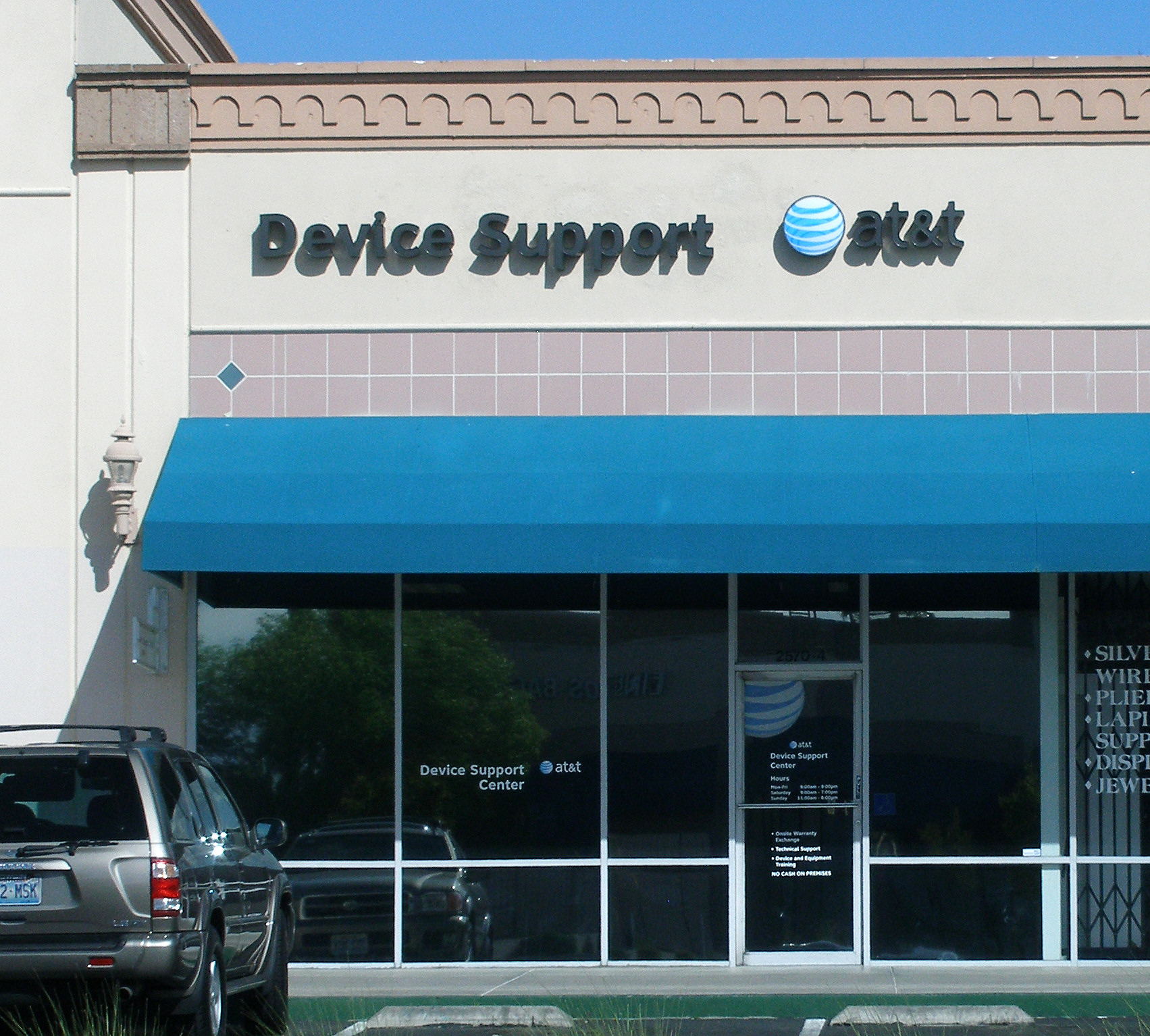
یکی از دفاتر پشتیبانی فنی شرکت ای‌تی اند تی موبیلیتی.

پشتیبانی فنی (به انگلیسی: Technical support) به مجموعه‌ای از خدمات گفته می‌شوند که توسط شرکت‌های ارائه دهنده به کاربران فناوری‌هایی همچون رایانه، تلفن، تلفن همراه و تلویزیون ارائه می‌شود. این خدمات شامل پشتیبانی نرم‌افزاری و سخت‌افزاری این فناوری‌های می‌شود که به‌طور کلی پس از ارائه سفارش از سوی کاربر، خدمات پشتیبانی فنی آغاز می‌گردد.
بسیاری از شرکت‌ها خدمات پشتیبانی فنی را برای محصولاتی که پیش‌تر به فروش رسانده‌اند در نظر گرفته و این خدمات به صورت رایگان یا پس از پرداخت هزینه ارائه می‌شود. پشتیبانی فنی می‌تواند از طریق ایمیل، پشتیبانی زنده و آنلاین به واسطه نرم‌افزار یا وب سایت نیز ارائه گردد.
امروزه بسیاری از شرکت‌ها از پشتیبانی فنی برای رفع مشکلات درون سازمانی خود نیز بهره می‌گیرند و همچنین اینترنت به عنوان منبع خوبی برای این پشتیبانی‌ها به‌شمار می‌رود. همچنین در حال حاضر خدمات پشتیبانی فنی به صورت آزاد نیز در اینترنت قابل دسترس است که این خدمات نیز به دو صورت رایگان یا در ازای پرداخت هزینه ارائه می‌شوند.

## پوشش پشتیبانی
پشتیبانی فنی ممکن است با توجه به موقعیت توسط فناوری‌های مختلف ارائه شود. برای مثال سوالات و مشکلات مستقیماً می‌توانند از راه تماس تلفنی، پیام کوتاه، چت آنلاین، انجمنهای پشتیبانی، ایمیل یا فکس پیگری و برطرف شوند. همچنین مشکلات پایه نرم‌افزاری می‌تواند از طریق تلفن یا سرویس‌ها کنترل از راه‌دور انجام شوند اما مشکلات اساسی سخت‌افزاری نیازمند حضور فرد متخصص در محل است.

## دسته بندی پشتیبانی فنی

### در تماس یا Call in
این نوع پشتیبانی از جمله روش‌های رایج به در صنعت خدمات به‌شمار می‌رود که همچنین به عنوان «زمان و مواد(اقلام)» نیز در صنعت فناوری اطلاعات شناخته می‌شود. در این روش مشتری با توجه به اقلام دریافتی (هارد درایو، حافظه، کامپیوتر، دستگاه‌های دیجیتال و غیره) پرداخت می‌شود و همچنین این پرداخت‌ها معمولاً بر پایه چانه‌زنی اولیه هستند.

### بر حسب ساعت
خدمات پشتیبانی بر حسب ساعت نیز یکی دیگر از روش‌های توافق برای پشتیبانی فنی است که در این روش مشتری بر حسب تعداد ساعات کار پشتیبان فنی به او حق‌الزحمه پرداخت می‌کند. معمولاً در این روش مشتری پیشاپیش مقدار ساعات لازم برای یک‌ماه یا سال را از قبل سفارش و خریداری می‌کند.

### مدیریت خدمات
مدیریت خدمات به معنای این است که شرکت فهرستی از خدماتی را که ارائه می‌دهد را آماده کرده و این بسته خدماتی را با قیمت ثابت یا قابل تغییر به فروش می‌رساند. معمولاً این خدمات با پشتیبانی ۲۴ ساعت ارائه می‌شوند که میز کمک از سمت پشتیبان فنی وظیفه پاسخگویی به مشکلات در ۲۴ ساعت شبانه‌روز را بر عهده خواهد داشت.
برخی از ارائه‌دهندگان بسته خدمات پشتیبانی فنی خدمات دیگری همچون مدیریت پروژه، پشتیبان‌گیری و بازیابی و همچنین مدیریت فروش را با قیمت‌های ماهیانه ارائه می‌دهند. شرکت‌های که این خدمات را ارائه می‌دهند به عنوان ارائه‌دهندگان خدمات مدیریت نیز شناخته می‌شوند.

### پشتیبانی فنی جمع‌سپاری
بسیاری از شرکت‌ها و سازمان‌ها با بهره‌گیری از نرم‌افزارهای بحث یا انجمن از کارمندان خود می‌خواهند که به عنوان عضو در این پلتفرم‌ها مشکلات فنی موجود را حل کنند. با این شیوه شرکت‌ها در وقت و هزینه خود برای پشتیبانی فنی صرفه‌جویی می‌کنند.